# 渡部まさみ
渡部まさみ（わたべ まさみ）は、日本の漫画家、イラストレーター。

## 経歴
秋田大学卒業後、社会経験を経て、トキワ荘プロジェクトでデビューしてマンガボックスでくのいち女子高生 音無さんを連載していた。

## 主な作品

### 漫画
- くのいち女子高生 音無さん